# Bohy
Bohy település Csehországban, a Észak-plzeňi járásban. Bohy Kozojedy, Kožlany, Hlince, Všehrdy, Brodeslavy, Kladruby és Bujesily településekkel határos. Lakosainak száma 121 fő (2024. január 1.).

## Népesség
A település lakosságának változását az alábbi diagram mutatja:
| Lakosok száma | 318  | 304  | 287  | 203  | 95   | 69   | 131  | 127  | 120  | 121  |
|               | 1869 | 1890 | 1921 | 1950 | 1980 | 2001 | 2017 | 2019 | 2022 | 2024 |